# Суели
Суѐли (на италиански: Suelli; на сардински: Sueddi, Суеди) е село и община в Южна Италия, провинция Южна Сардиния, автономен регион и остров Сардиния. Разположено е на 256 m надморска височина. Населението на общината е 1149 души (към 2010 г.).